# Semjon Milošević
Semjon Milošević (serb. Семјон Милошевић, ur. 21 października 1979 w Čapljinie) – bośniacki piłkarz narodowości serbskiej występujący na pozycji obrońcy.

## Kariera klubowa
Profesjonalną karierę zaczął w 1995 roku w FK Leotar Trebinje, z którym rozpoczął grę w I lidze Republiki Serbskiej. Do 2002 roku na przemian był on graczem Leotaru, z którym występował w nieuznawanej przez UEFA lidze Republiki Serbskiej oraz FK Sutjeska Nikšić, w barwach której grał w I i II kategorii rozgrywkowej Jugosławii. W 2002 roku był piłkarzem FK Modriča Maxima, która po reorganizacji systemu ligowego występowała na II poziomie rozgrywkowym Bośni i Hercegowiny. W latach 2003–2004 ponownie był zawodnikiem Leotaru i zadebiutował w europejskich pucharach w kwalifikacjach Ligi Mistrzów 2003/04. W sezonie 2004/05 przeniósł się do HŠK Zrinjski Mostar, z którym wywalczył tytuł mistrzowski.
W połowie 2005 roku Milošević podpisał kontrakt z Olimpikiem Baku, dla którego rozegrał 2 spotkania w Yüksək Lidze. Podczas pobytu w Azerbejdżanie popadł w konflikt z działaczami klubu. Z powodu zaległości w płatnościach oraz mobbingu zgłosił skargę do FIFA i odszedł z zespołu. Następnie występował on w NK Posušje oraz FK Sarajevo, z którym w sezonie 2006/07 zdobył drugie w swojej karierze mistrzostwo Bośni i Hercegowiny, a także wybrany został najlepszym obrońcą ligi. W eliminacjach do Ligi Mistrzów 2007/08 FK Sarajevo z Miloševiciem w składzie zostało wyeliminowane w ostatniej rundzie kwalifikacyjnej przez Dynamo Kijów. Po relegowaniu klubu do Pucharu UEFA wystąpił on w przegranym dwumeczu z FC Basel, w którym zdobył bramkę.
Jesienią 2008 roku podpisał roczny kontrakt z Cracovią, prowadzoną przez Stefana Majewskiego. 12 września tegoż roku zadebiutował w Ekstraklasie w przegranym 0:2 meczu przeciwko Ruchowi Chorzów. Od tego momentu rozpoczął występy w podstawowym składzie. W listopadzie, po przyjściu do klubu trenera Artura Płatka, przesunięto go do zespołu Młodej Ekstraklasy. Pod koniec roku otrzymał od władz klubu zgodę na poszukiwanie nowego zespołu. W kwietniu 2009 roku jego kontrakt został rozwiązany za porozumieniem stron. Ogółem zagrał on w barwach Cracovii w 5 ligowych meczach, nie zdobył żadnej bramki.
Przed sezonem 2009/10 Milošević powrócił do macierzystego FK Leotar Trebinje. W listopadzie 2009 roku negocjował on warunki kontraktu z występującym w Azadegan League klubem Aluminium Hormozgan, jednak z powodu silnych wstrząsów sejsmicznych, które nawiedziły wówczas Iran, zdecydował się wrócić do FK Leotar. W latach 2010–2011 występował w FK Sloboda Tuzla i NK Čelik Zenica. W sezonie 2010/11 dotarł z Čelikiem do finału Pucharu Bośni i Hercegowiny, w którym jego klub przegrał z FK Željezničar. Po sezonie 2011/12 zakończył grę w piłkę nożną jako zawodnik Leotaru. Jesienią 2014 roku, za namową trenera klubu Damjana Ratkovicia, który po spadku do I ligi zmagał się z trudną sytuacją kadrową, wznowił karierę na okres pół roku.

## Kariera reprezentacyjna
W 2007 roku otrzymał od Fuada Muzurovicia powołanie do reprezentacji Bośni i Hercegowiny na mecze przeciwko Węgrom (0:1) oraz Mołdawii (0:1) w eliminacjach Mistrzostw Europy 2008, jednak nie wystąpił w żadnym ze spotkań.

## Życie prywatne
Urodził się w miejscowości Čapljina w rodzinie bośniackich serbów. Posiada paszport bośniacki oraz serbski. Jego ojciec w 1992 roku zginął podczas konfliktu zbrojnego w Bośni i Hercegowinie.

## Sukcesy

### Zespołowe
HŠK Zrinjski Mostar
- mistrzostwo Bośni i Hercegowiny: 2004/05

FK Sarajevo
- mistrzostwo Bośni i Hercegowiny: 2006/07

### Indywidualne
- najlepszy obrońca Premijer Ligi: 2006/07